# Jozef Palčák
Jozef Palčák (né le 17 décembre 1987) est un coureur cycliste slovaque.

## Biographie
Jozef Palčák termine troisième du championnat de Slovaquie sur route espoirs en 2007 (moins de 23 ans). Aux mondiaux sur route espoirs à Stuttgart, il prend le départ de la course en ligne, mais abandonne. L'année suivante, Palčák remporte une étape de Košice-Tatry-Košice, où il termine également troisième au classement général. Sur le plan international, il décroche des succès principalement en Afrique. En 2008, il remporte une étape du Tour du Sénégal et en 2010, il gagne une étape du Tour du Cameroun et du Grand Prix Chantal Biya. Il fait partie de l'équipe gagnante des championnats de Slovaquie 2015 sur le contre-la-montre par équipes.
Après la saison 2017, Palcak met un terme à sa carrière cycliste à l'âge de 30 ans.

## Palmarès
- 2007
  - 3e du championnat de Slovaquie sur route espoirs
- 2008
  - 1re étape de Košice-Tatry-Košice
  - 7e étape du Tour du Sénégal
  - 3e de Košice-Tatry-Košice
- 2010
  - 5e étape du Tour du Cameroun
  - 3e étape du Grand Prix Chantal Biya
- 2015
  -  Champion de Slovaquie du contre-la-montre par équipes

## Classements mondiaux
| Année           | 2007 | 2008 | 2009 | 2010 | 2011 | 2012 | 2013 | 2014 | 2015 |
| --------------- | ---- | ---- | ---- | ---- | ---- | ---- | ---- | ---- | ---- |
| UCI Africa Tour |      |      | 67e  | 82e  | 90e  |      |      | 178e | 185e |
| UCI Europe Tour | 632e |      |      |      |      |      |      |      |      |